# 斯塔巴克冰川

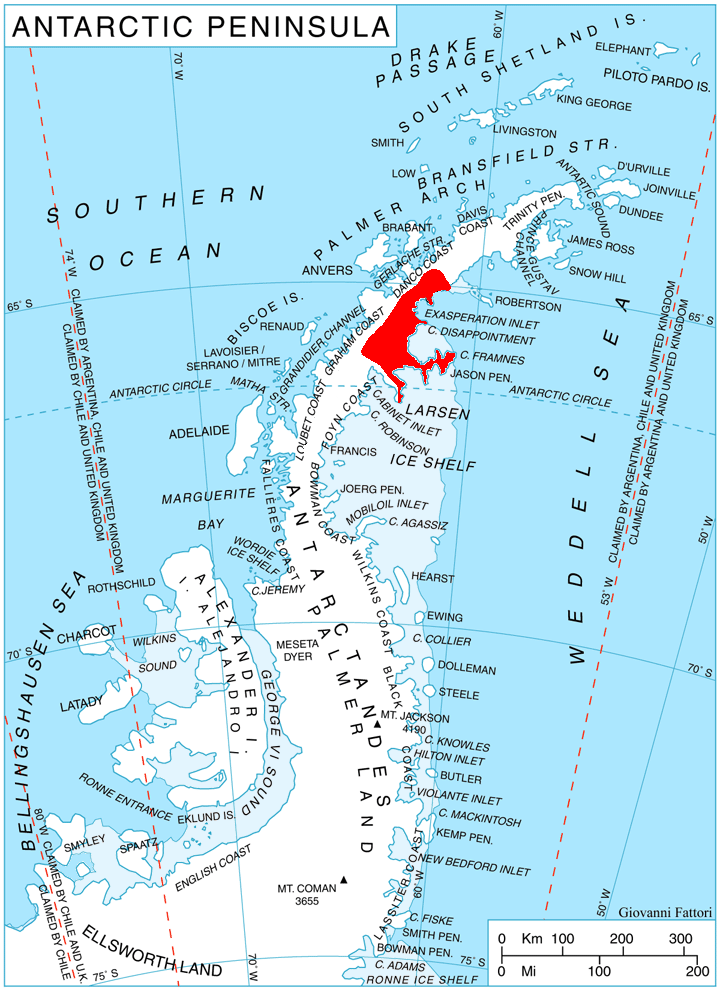

65°38′S 62°9′W / 65.633°S 62.150°W
斯塔巴克冰川（英語：Starbuck Glacier）是南極洲的冰川，位於葛拉漢地東部，全長28公里，流經塔里丁嶺和帕德什嶺南部，該山峰在1947年由英國的探險隊繪入地圖。